# Тогузов, Зелимхан Владимирович
Зелимхан Владимирович Тогузов (укр. Зелімхан Володимирович Тогузов; 21 июня 1996) — российский, а впоследствии украинский борец вольного стиля.

## Спортивная карьера
Представлял Сочи. В мае 2014 года принимал участие на турнире памяти Али Алиева в Каспийске. В начале ноябре 2014 года в Краснодаре стал победителем турнира «Вольная Кубань». В конце ноября 2014 года в Краснодаре стал серебряным призёром Кубка губернатора Краснодарского края. В феврале 2015 года в Гулькевичах стал победителем Первенства Краснодарского края среди юниоров. В январе 2021 года в Харькове стал серебряным призёром чемпионата Украины, уступив в финале Денису Павлову. В феврале 2021 года неудачно выступил на международном турнире в Киеве. В октябре 2021 года принимал участие на чемпионате мира в Осло, где на стадии 1/8 финала уступил турку Фазли Эрылмазу. В январе 2022 года в Киеве завоевал бронзовую медаль чемпионата Украины. В июле 2022 года в Варшаве на международном турнире «Вацлав Циолковский» уступил в финале американцу Дэвиду Карру. В сентябре 2022 года попал в заявку на чемпионат мира в Белграде.

## Спортивные результаты
- Чемпионат Украины по вольной борьбе 2021 — ;
- Чемпионат мира по борьбе 2021 — 11;
- Чемпионат Украины по вольной борьбе 2022 — ;
- Чемпионат мира по борьбе 2022 — 12;